# 高峰山古建築群
高峰山古建筑群，位於四川省蓬溪县，是第七批全国重点文物保护单位。

## 简介
高峰山位于遂宁市蓬溪县城以北25公里处。高峰山的高峰寺曾经是以道教为主，兼儒教、佛教文化的送佛场，自唐朝始建，后来历代屡次废兴。明末清初，高峰山成为川中、川东、川北地区规模及影响最大的道教活动场所。清末民初建成的庙宇建筑群保存至今。其中道教八卦迷宫古建筑群位於高峰山山腰，按照八卦的乾卦、坤卦、坎卦、离卦设4门，依“四象”建有4条小道，从山顶到山脚都呼应八卦。高峰山的八卦迷宫古建筑群又被誉为“川北迷宫”。2007年6月1日，高峰山古建筑群被公布为第七批四川省文物保护单位。2013年3月5日，被公布为第七批全国重点文物保护单位。
2017年5月30日深夜，高峰山古建筑群发生火灾，古建筑大部分被烧毁。